# 426
| [ Edytuj tabelę ] |                                      |
| Cesarz Bizancjum  | - 408 Teodozjusz II 450              |
| Król Franków      | - 420 Faramund 426 - 426 Klodian 447 |
| Władca Guptów     | - 414 Kumaragupta 455                |
| Władca Korei      | - 413 Changsu 491                    |
| Papież            | - 422 Celestyn I 432                 |
| Król Persji       | - 420 Bahram V 439                   |
| Cesarz Rzymu      | - 425 Walentynian III 455            |
| Król Wandalów     | - 406 Gunderyk 428                   |
| Król Wizygotów    | - 419 Teodoryk I 451                 |

Rok 426 / CDXXVI
stulecia: IV wiek ~
V wiek ~
VI wiek

lata: 416 «
421 «
422 «
423 «
424 «
425 «
426
» 427
» 428
» 429
» 430
» 431
» 436

## Wydarzenia
- Europa
  - Wydano Konstytucję raweńską
  - W pożarze spłonął posąg Zeusa Olimpijskiego.

## Zmarli
- Gamaliel VI Lekarz, były naczelnik Wielkiego Sanhedrynu